# 古河電工アイスリンク
古河電工アイスリンク（ふるかわでんこうアイスリンク）は、栃木県日光市にあったアイススケートリンク。

## 概要
日光市清滝の古河電気工業日光事業所内に所在していた。1957年以降、古河電工アイスホッケー部の本拠地として、同クラブ主管の日本アイスホッケーリーグ公式戦に使用されていた。
1999年に古河アイスホッケー部の休部が決まり、その後日光市の市民が中心となったクラブチーム「H.C.栃木日光アイスバックス」（当初はHC日光アイスバックス）に組織が移行することになってからも、しばらくは同所を本拠地としていたが、その後合理化と老朽化のため2000年に閉鎖された。現在のアイスバックスは日光市所野にある栃木県立日光霧降アイスアリーナを本拠地としている。